# Giải bóng đá hạng ba quốc gia Cộng hòa Síp 1994–95
Giải bóng đá hạng ba quốc gia Cộng hòa Síp 1994–95 là mùa giải thứ 24 của giải bóng đá hạng ba Cộng hòa Síp. Ethnikos Latsion FC giành danh hiệu đầu tiên.

## Thể thức thi đấu
Có 14 đội bóng tham gia Giải bóng đá hạng ba quốc gia Cộng hòa Síp 1994–95. Tất cả các đội thi đấu với nhau hai lần, một ở sân nhà và một ở sân khách. Đội bóng nhiều điểm nhất vào cuối mùa giải sẽ là đội vô địch. Bốn đội đầu bảng sẽ được lên chơi ở Giải bóng đá hạng nhì quốc gia Cộng hòa Síp 1995–96.

### Hệ thống điểm
Các đội bóng nhận được 3 điểm cho một trận thắng, 1 điểm cho một trận hòa và 0 điểm cho một trận thua.

## Bảng xếp hạng
| Vị thứ | Đội bóng                   | St. | T. | H. | B. | BT. | BB. | HS. | Đ  | Ghi chú                                                                 |
| ------ | -------------------------- | --- | -- | -- | -- | --- | --- | --- | -- | ----------------------------------------------------------------------- |
| 1      | Ethnikos Latsion FC        | 26  |    |    |    | 63  | 27  | +36 | 58 | Vô địch-Thăng hạng Giải bóng đá hạng nhì quốc gia Cộng hòa Síp 1995–96. |
| 2      | Ayia Napa FC               | 26  |    |    |    | 66  | 26  | +40 | 55 | Thăng hạng Giải bóng đá hạng nhì quốc gia Cộng hòa Síp 1995–96.         |
| 3      | Digenis Akritas Morphou FC | 26  |    |    |    | 56  | 16  | +40 | 54 | Thăng hạng Giải bóng đá hạng nhì quốc gia Cộng hòa Síp 1995–96.         |
| 4      | Chalkanoras Idaliou        | 26  |    |    |    | 66  | 28  | +38 | 51 | Thăng hạng Giải bóng đá hạng nhì quốc gia Cộng hòa Síp 1995–96.         |
| 5      | Ethnikos Assia FC          | 26  |    |    |    | 48  | 31  | +17 | 47 | Thăng hạng Giải bóng đá hạng nhì quốc gia Cộng hòa Síp 1995–96.         |
| 6      | Ermis Aradippou FC         | 26  |    |    |    | 46  | 41  | +5  | 34 |                                                                         |
| 7      | Achyronas Liopetriou       | 26  |    |    |    | 46  | 41  | +5  | 34 |                                                                         |
| 8      | APEP Pelendriou            | 26  |    |    |    | 33  | 49  | -16 | 33 |                                                                         |
| 9      | Elia Lythrodonta           | 26  |    |    |    | 28  | 42  | -14 | 29 |                                                                         |
| 10     | Tsaggaris Peledriou        | 26  |    |    |    | 32  | 57  | -25 | 25 |                                                                         |
| 11     | Orfeas Nicosia             | 26  |    |    |    | 23  | 41  | -18 | 23 |                                                                         |
| 12     | AEK Katholiki              | 26  |    |    |    | 33  | 53  | -20 | 23 |                                                                         |
| 13     | Digenis Akritas Ipsona     | 26  |    |    |    | 26  | 62  | -36 | 16 |                                                                         |
| 14     | Fotiakos Frenarou          | 26  |    |    |    | 21  | 92  | -71 | 12 |                                                                         |

Hệ thống điểm: Thắng=3 điểm, Hòa=1 điểm, Thua=0 điểm
Luật xếp hạng: 1) Điểm, 2) Hiệu số, 3) Bàn thắng